# Kenneth McMillan (Schauspieler)
Kenneth McMillan (* 2. Juli 1932 in Brooklyn, New York City; † 8. Januar 1989 in Santa Monica, Kalifornien) war ein US-amerikanischer Schauspieler und Charakterdarsteller.

## Leben
Kenneth McMillan ist der Sohn des LKW-Fahrers Harry McMillan und seiner Ehefrau Margaret.
McMillan kam erst verhältnismäßig spät zur Schauspielerei, zunächst war er im Management des Gimbels Warenhauses. Im Alter von 30 Jahren beschloss er jedoch, seine sichere Anstellung aufzugeben und eine Schauspielerkarriere zu starten. Er besuchte die Schauspielschule Fiorello H. LaGuardia High School of Music & Art and Performing Arts und erhielt Unterricht von Uta Hagen und Irene Dailey. Im Alter von 41 Jahren gab er sein Filmdebüt in Sidney Lumets Polizei-Drama Serpico.

## Karriere
Mit seiner korpulenten Statur und seinem groben Gesicht wurde er üblicherweise für Schurkenrollen oder als mürrischer Brummbär mit weichem Kern eingesetzt. Des Öfteren trat er auch im Fernsehen auf und spielte Gastrollen in Serien wie Mord ist ihr Hobby, Einsatz in Manhattan und Starsky & Hutch. Seine populärste Rolle war die des sadistischen Baron Vladimir Harkonnen in David Lynchs Science-Fiction-Film Der Wüstenplanet.
Neben seiner Tätigkeit bei Film und Fernsehen spielte er auch Theater, so beim New York Shakespeare Festival wie auch in den Broadway-Uraufführungen Streamers von David Rabe und American Buffalo von David Mamet. Für seine Darstellung in dem Stück Weekends Like Other People von David Blomquist am Off-Broadway erhielt er 1982 einen Obie Award.
Kenneth McMillan starb am 8. Januar 1989 im Alter von 56 Jahren an Leberversagen, kurz nach Beendigung der Dreharbeiten für die Komödie Das Bankentrio. Er hinterließ seine Frau Kathryn McDonald, mit der er von 1969 bis zu seinem Tod verheiratet war, und seine Tochter Alison McMillan, die ebenfalls Schauspielerin ist.

## Filmografie (Auswahl)
- 1973: Serpico
- 1974: Stoppt die Todesfahrt der U-Bahn 123 (The Taking of Pelham One Two Three)
- 1975: Die Frauen von Stepford (The Stepford Wives)
- 1976–1978: Einsatz in Manhattan (Kojak, Fernsehserie, 3 Episoden)
- 1978: Starsky und Hutch (Fernsehserie, Episode Strange Justice)
- 1978: Detektiv Rockford – Anruf genügt (The Rockford Files, Episode A Fast Count)
- 1978: Heißes Blut (Bloodbrothers)
- 1979: Brennen muss Salem (Salem’s lot, Fernsehfilm)
- 1980: Spuren ins Nichts (Hide in Plain Sight)
- 1980: Ein reizender Fratz (Little Miss Marker)
- 1980: Jahrmarkt (Carny)
- 1980: Der Grenzwolf (Borderline)
- 1981: Der Augenzeuge (The Eyewitness)
- 1981: Fesseln der Macht (True Confessions)
- 1981: Ragtime
- 1981: Herzquietschen (Heartbeeps)
- 1982: Unter den Augen der Justiz (In the Custody of Strangers)
- 1984: Der Pate von Greenwich Village (The Pope of Greenwich Village)
- 1984: Amadeus
- 1984: Der Wüstenplanet (Dune)
- 1984: Protocol – Alles tanzt nach meiner Pfeife (Protocol)
- 1985: Katzenauge (Cat’s Eye)
- 1985: Runaway Train
- 1986: Zwei unter Volldampf (Armed and Dangerous)
- 1986: Das Model und der Schnüffler (Moonlighting, Fernsehserie, 1 Folge)
- 1987: Magnum (Magnum, p.i., Fernsehserie, Episode Irrungen und Wirrungen der Psyche)
- 1987: Mord ist ihr Hobby (Murder, She Wrote, Fernsehserie, Episode When Thieves Fall Out)
- 1987: Malone
- 1989: Das Bankentrio (Three Fugitives)
- 1989: Top of the Hill (Fernsehfilm)